# Viera East, Florida
Viera East är en ort (CDP) i Brevard County, i delstaten Florida, USA. Enligt United States Census Bureau har orten en folkmängd på 10 757 invånare (2010) och en landarea på 13,1 km².